# Ossido di itterbio
L'ossido di itterbio è l'ossido dell'itterbio con formula Yb2O3 ed è uno dei composti più comunemente incontrati dell'itterbio.

## Struttura cristallina
Ha cristalli cubici e possiede struttura del "sesquiossido di tipo C delle terre rare", che è correlata alla struttura della fluorite con un quarto degli anioni rimossi, che porta agli atomi di itterbio in due diversi ambienti a sei coordinate (non ottaedrici).

## Usi
È utilizzato come colorante per vetri e smalti, come dopante per cristalli di granato nei laser e nella produzione delle fibre ottiche.